# Moiré sylvicole
Pour les articles homonymes, voir Moiré.
Erebia aethiops
Espèce
Le Moiré sylvicole ou Moiré tardif (Erebia aethiops) est une espèce de lépidoptères (papillons) diurnes appartenant à la famille des Nymphalidae, à la sous-famille des Satyrinae et au genre Erebia.

## Dénomination
Erebia aethiops Eugen Johann Christoph Esper en 1777.

### Noms vernaculaires
Le Moiré sylvicole se nomme Scotch Argus en anglais et Graubindiger Mohrenfalter ou Hundgrasfalter en allemand.

## Sous-espèces
- Erebia aethiops aethiops
- Erebia aethiops melusina Herrich-Schäffer, 1847[1].

## Description
Ce papillon présente un dessus de couleur marron foncé avec bande orange ponctuée d'ocelles noirs centrés de blanc.
Sur le verso seuls les ocelles de l'aile antérieure sont bien visibles ; l'aile postérieure présente une bande grise plus ou moins marquée.

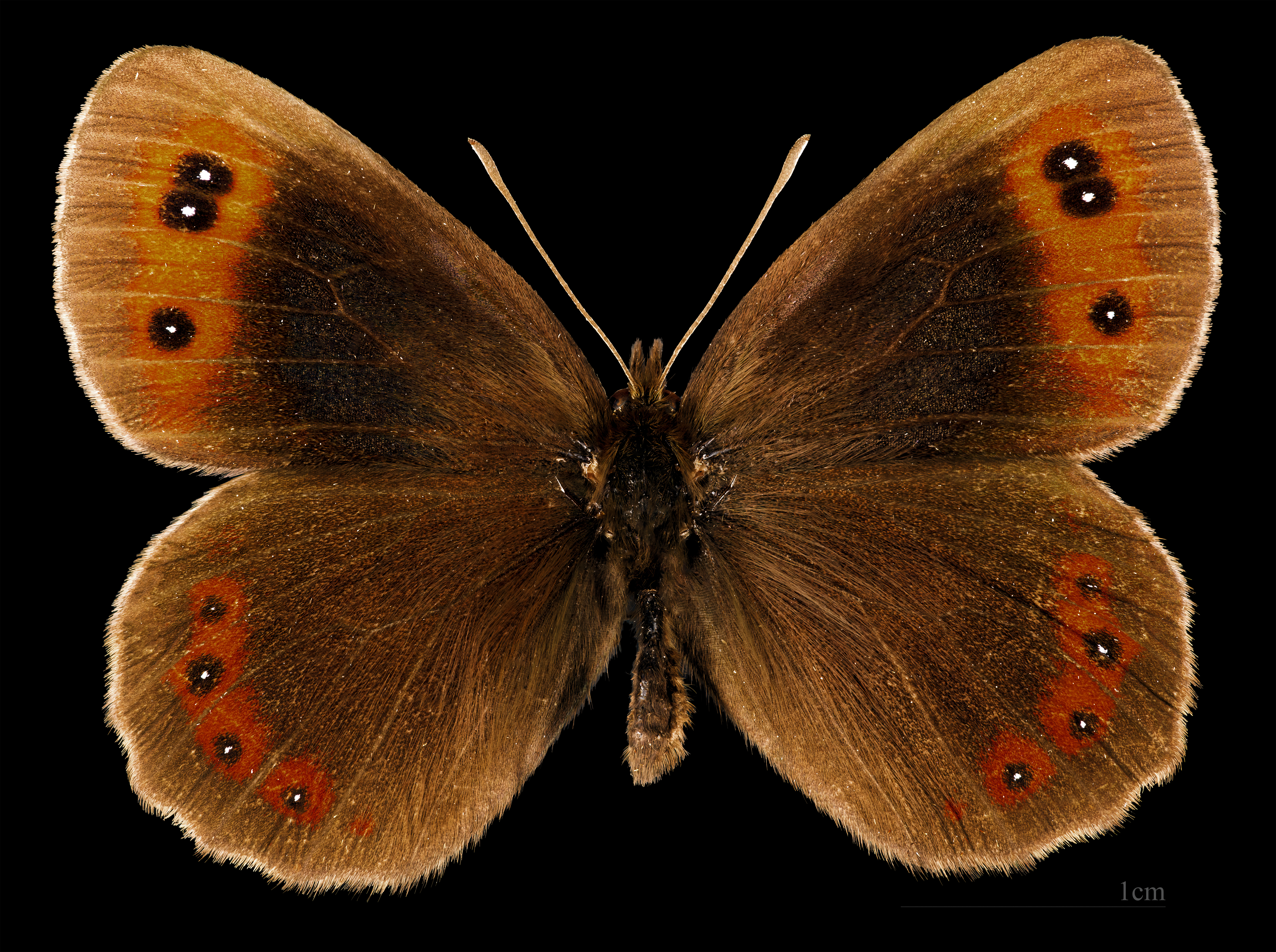
Erebia aethiops ♂  MHNT
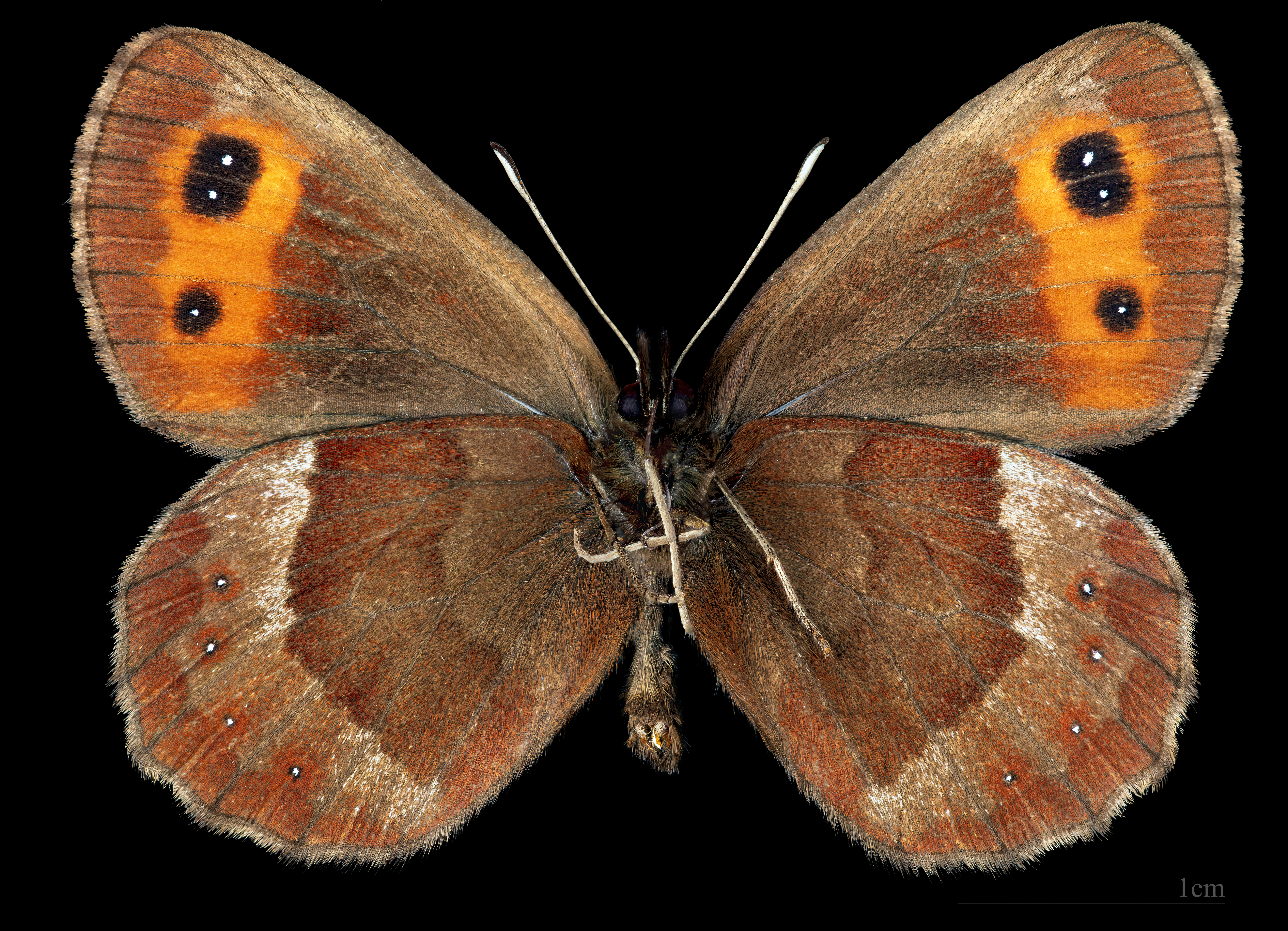
Erebia aethiops ♂  △
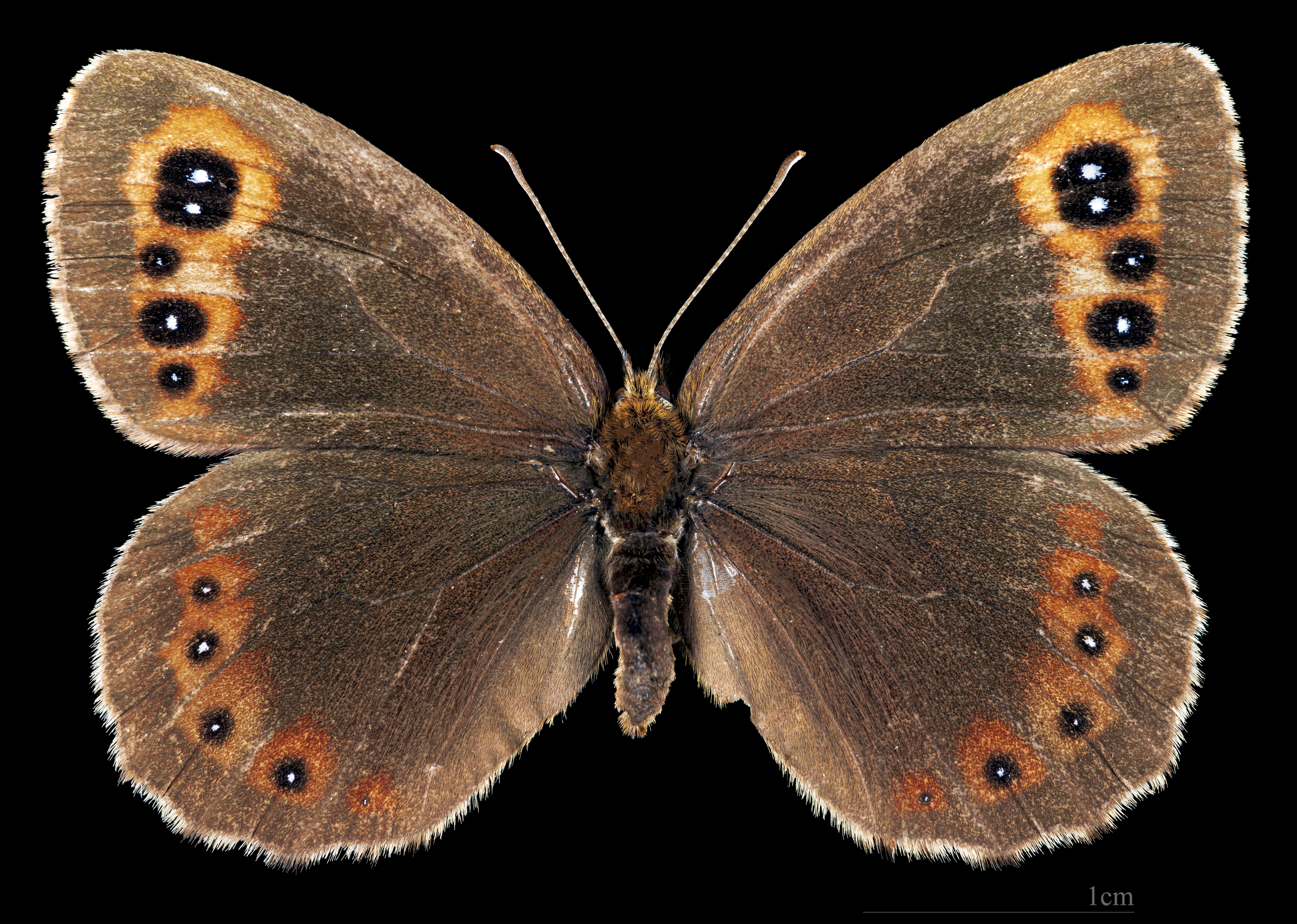
Erebia aethiops ♀
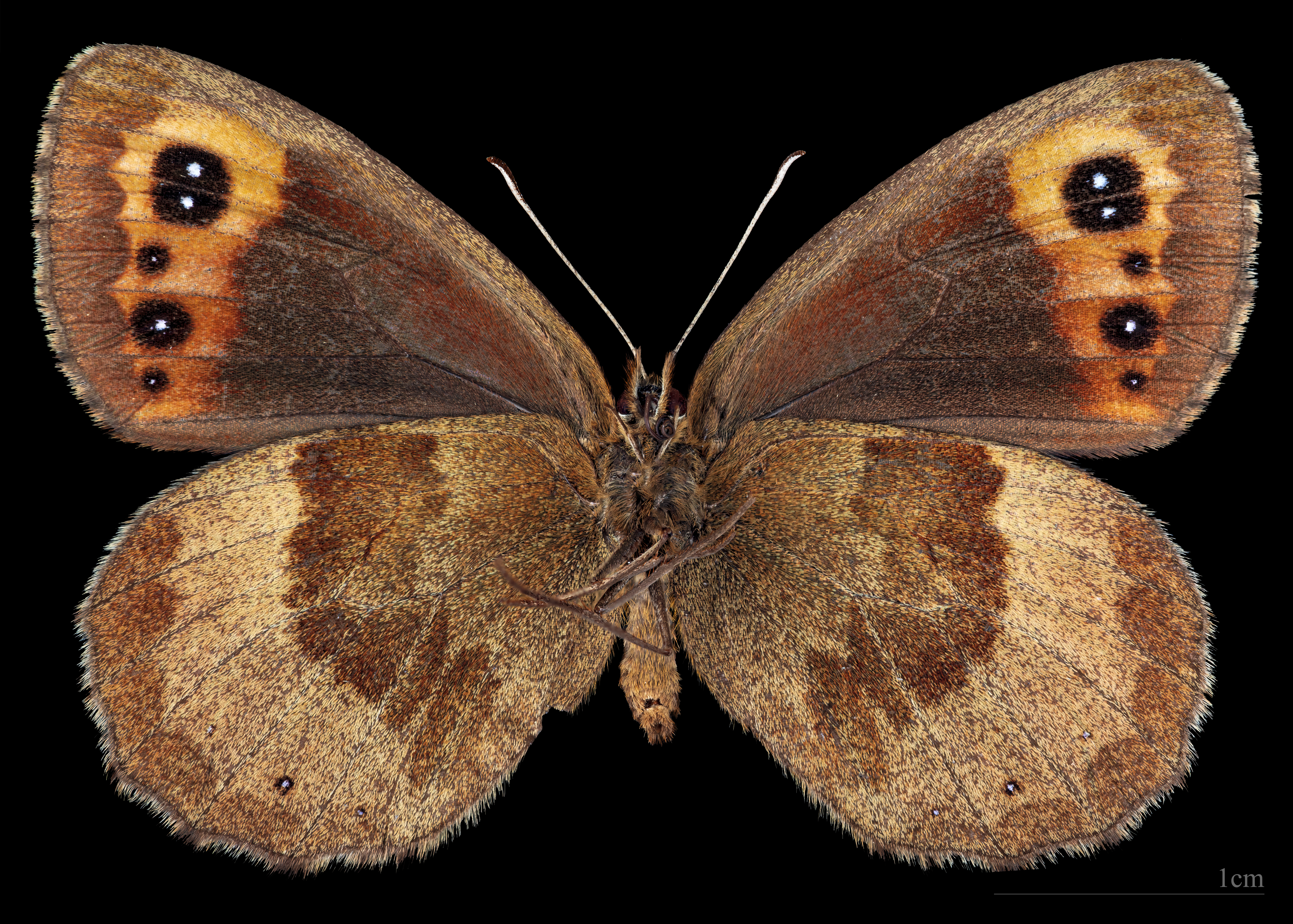
Erebia aethiops ♀ △

### Chenille
La chenille possède une tête globuleuse marron roux et un corps ocre à courtes soies. Le dos est orné d'une double ligne marron et les flancs d'une ligne blanche.

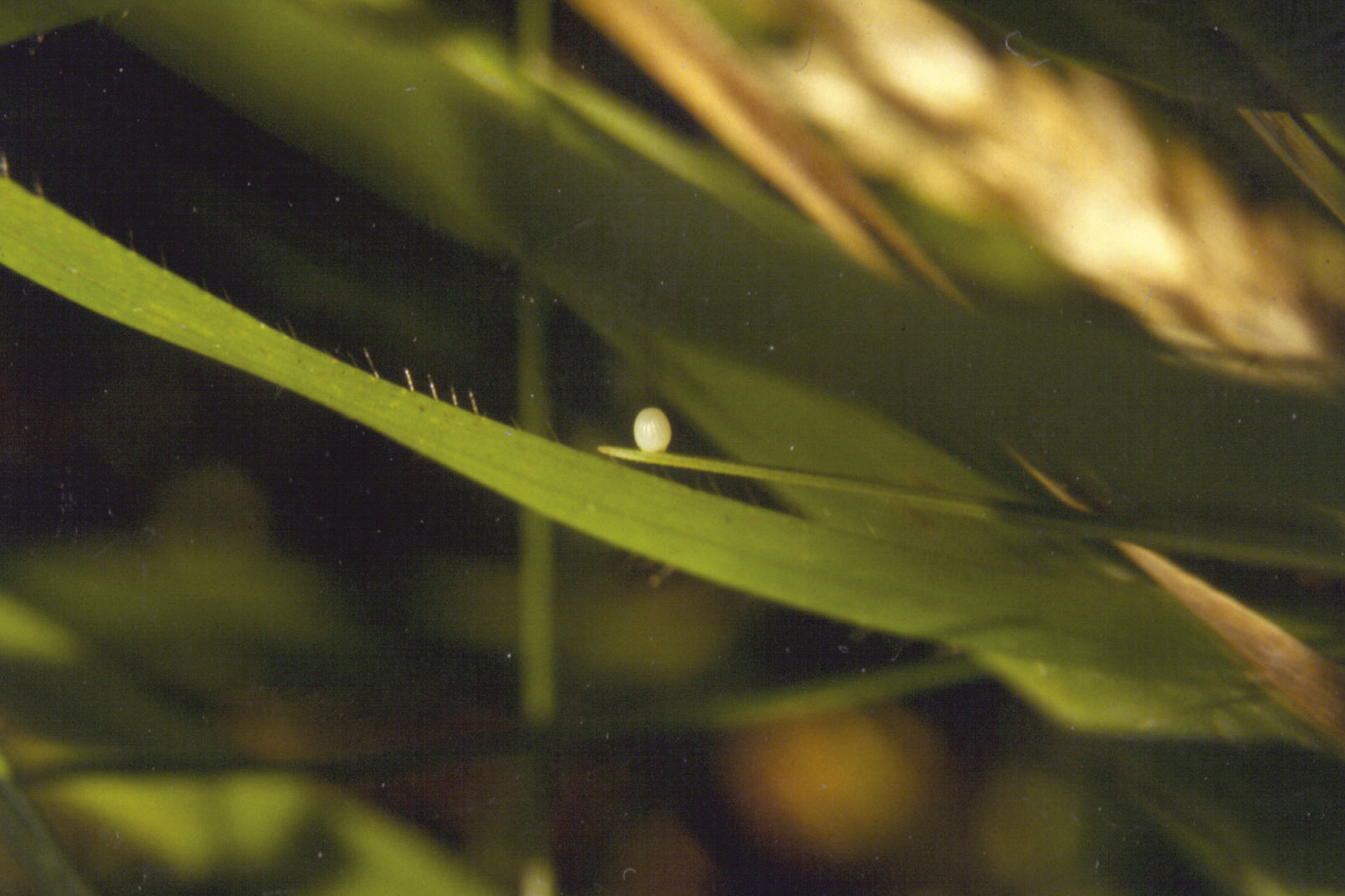
Œuf
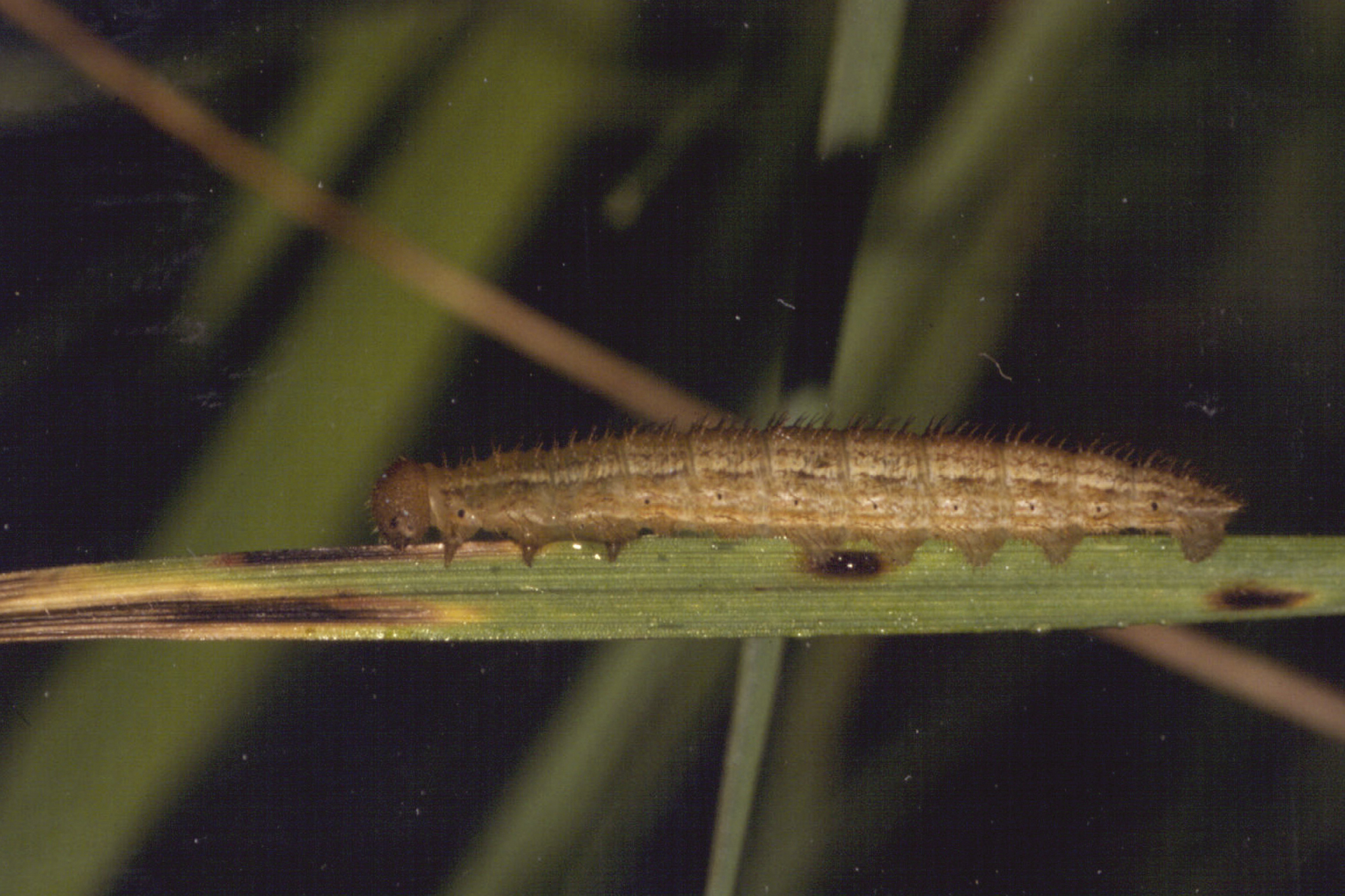
Chenille
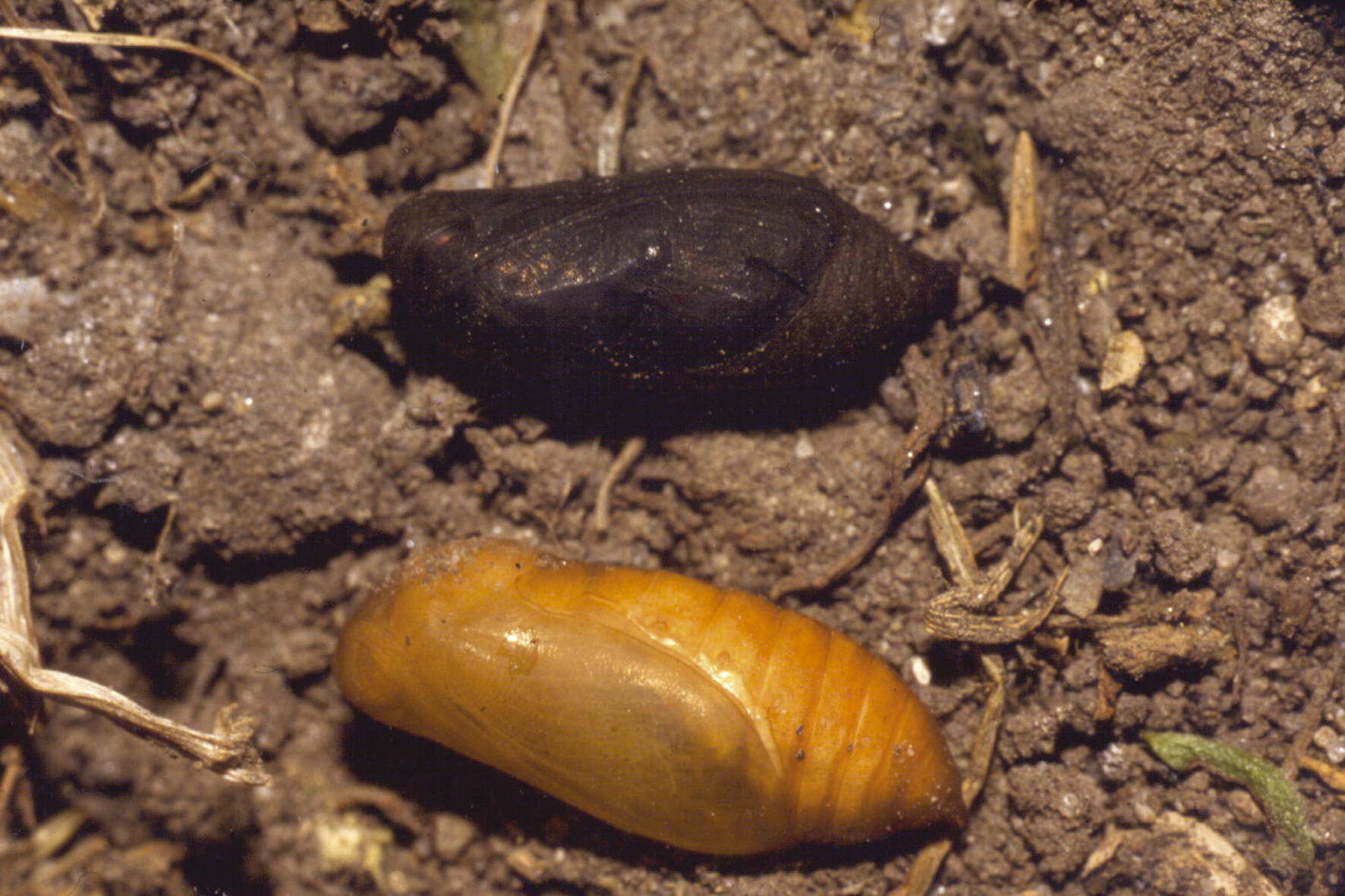
Chrysalide

## Biologie

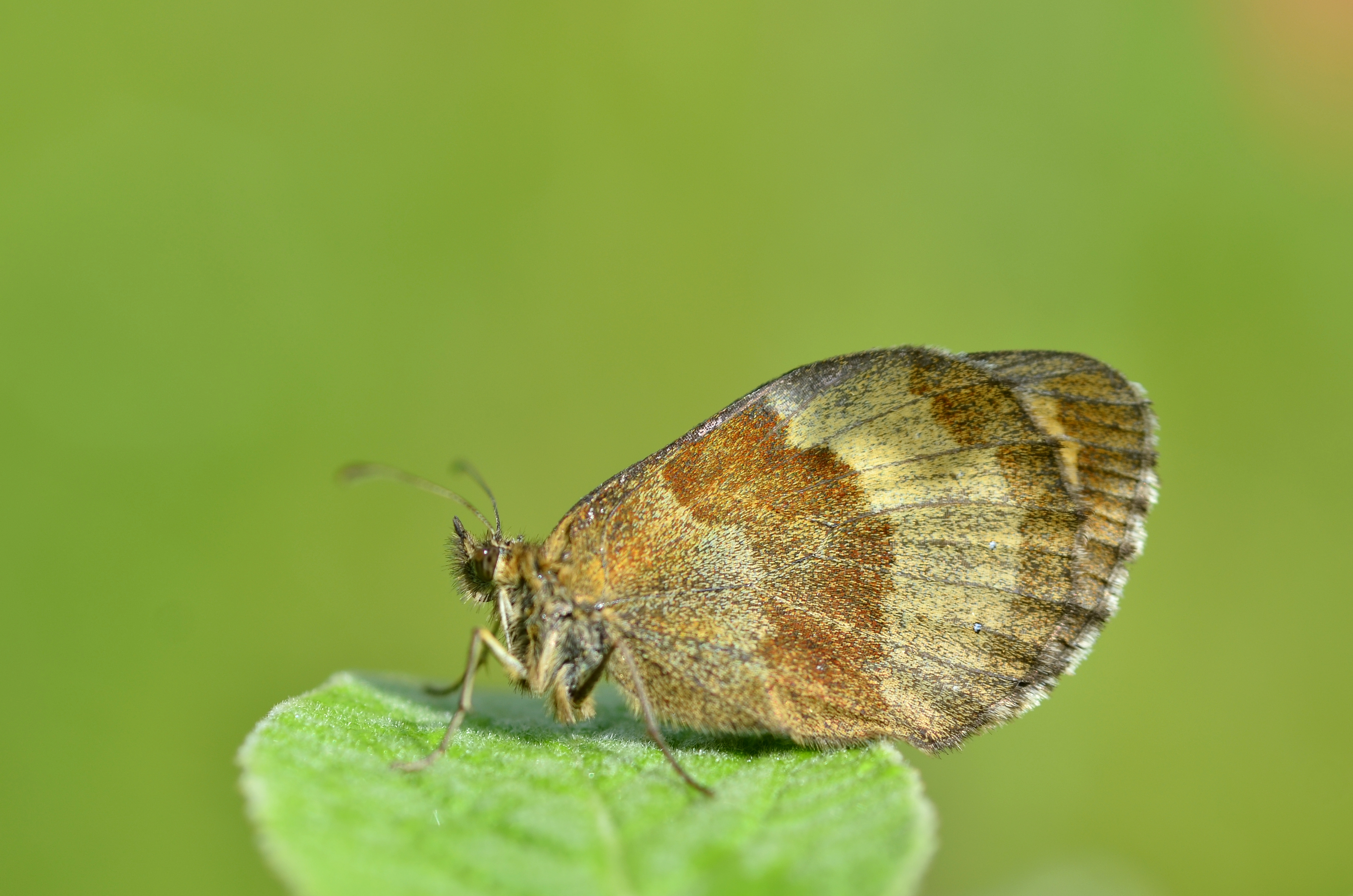
femelle, face inférieure

### Période de vol et hivernation
La période de vol s'étend de juillet à septembre en une seule génération.

### Plantes hôtes
La chenille se nourrit de poacées (graminées) : Poa annua, Dactylis, Agrostis,.

## Écologie et distribution
Le Moiré sylvicole est un papillon présent dans le nord-est de l'Europe (Écosse, Lettonie, Suisse, Pologne, Allemagne, Hongrie..), Asie mineure, Oural, Caucase.
En France métropolitaine, il est recensé dans la plupart des départements de la moitié est, à l'est d'une ligne passant par la Meuse, l'Aube, l'Yonne, le Cher, la Corrèze, l'Aveyron et l'Aude, mais il est absent d'une partie du pourtour méditerranéen.
En Belgique, il est considéré « en danger critique ».

### Biotope
Il affectionne les landes et les lisières fleuries.

### Protection
Il ne bénéficie pas de statut de protection spécifique.